# Droga wojewódzka 128
Die Droga wojewódzka 128 (DW 128) ist eine Woiwodschaftsstraße in Polen, die zwei Dörfer in der Gemeinde Myślibórz verbindet: Rów und Ławy. Die Gesamtlänge beträgt 28 Kilometer. 
Die Straße führt durch die Woiwodschaft Westpommern und den Kreis Myślibórz.  